# أليس مارتينو
أليس كاثرين مارتينو (8 يونيو 1972 - 6 مارس 2003) مغنيه بريطانية وكاتبة أغاني.

## حياتها
ولدت مارتينيو، في لندن وتعلمت كل من البيانو والفلوت وهي طفلة، تطور شغف كتابة الأغانى بعد أخذها دروس في الغناء. تخرجت من كلية كينجز في لندن مع مرتبة الشرف من الدرجة الأولى في اللغة الإنجليزية، وعملت في وقت لاحق كنموذج قبل أن تبدأ حياتها المهنية ك كاتبة أغاني في منتصف العشرينات من عمرها.

## مهنتها
ولدت مارتينيو بـ تليف كيسي، وهو اضطراب وراثي يسبب مشاكل الرئة المزمنة. بسبب اعتقادها بأن حالتها ستمنعها من الغناء، لم تتبع أليس في البداية طموحاتها الموسيقية: ولكن بعد أن أخذت دروس الغناء، أصبح واضحا أن سعالها المستمر قد عزز حجابها. وعلى الرغم من تدهور حالتها الصحية، فقد لعبت الألعاب الرياضية بشكل منتظم في لندن حتى عام 2001، وعرضت صفقات قياسية من قبل العديد من الشركات، إلا أنه تم سحبها عندما اكتشف المديرون التنفيذيون أنها كانت مريضة على نحو خطير وعلى قائمة الانتظار لزراعة قلب ورئة وكبد.
في عام 2002، كتبت مارتينيو مقالا في مجلة ديلي تلغراف يوم السبت حول الانتظار لعملية زرع ثلاثية لكى تنقذ حياتها. في اليوم التالي، اقترب مديرها من سوني للترفيه الموسيقي مع شريط تجريبي وتم توقيعها على الملصق في أواخر عام 2002. وأكملت أليس هذا الألبوم الأول بسرعة حيث كانت معظم الأغاني قد كتبت بالفعل على مدى السنوات الثلاث السابقة. أول أغنية لها، «إذا خسرت»، أُصدرت في 11 نوفمبر 2002، كما تم إصدار ألبوم أحلام اليقظة بعد أسبوع في وقت لاحق في 18 تشرين الثاني / نوفمبر. وقد أعجب العديد من الناس بأعمالها، بما في ذلك ماريوس دي فريز. كما تم تعميم قرص مضغوط ترويجي يحتوي على مسار واحد من ألبومها وأربعة معاينات قصيرة.
كانت سوني قد خططت لإطلاق أغنية ثانية «الوقت المناسب» في 10 فبراير 2003 لكنها قررت إلغاء إصدار الاغنية بسبب سوء صحة مارتينو.

## حياتها الشخصية
ظلت مارتينيو على قائمة الانتظار لزراعة القلب والرئة والكبد الثلاثية لأكثر من عام ونصف، قبل أن تموت في المنزل صباح يوم 6 مارس 2003. وقُدم فيلم وثائقي بعنوان «تسعة أرواح لأليس مارتينو» على قناة بي بي سي قبل عدة أشهر من وفاتها وتم بث الفيلم بعد وفاتها بفترة وجيزة.
في 9 فبراير 2017، كانت «أغنية الغد» من قبل أليس بيترسون قد نشرت من قبل سيمون وشوستر. وقد استلهمت الرواية قصة حياة مارتينو وتابعت رحلة أليس، وهي مصابة بالتليف الكيسي ورحلتها الصعبة من خلال الحب والحياة والموسيقى.

## ديسكغرفي

### ألبوم
- أحلام اليقظة (نوفمبر 2002)

### أغاني فردية
- «ماذا لو سقطت؟» (نوفمبر 2002)
- «الوقت المناسب» (لم تُصدر)

## وصلات خارجية
- أليس مارتينو على موقع IMDb (الإنجليزية)
- أليس مارتينو على موقع ميوزك برينز (الإنجليزية)
- أليس مارتينو على موقع ديسكوغز (الإنجليزية)
- أليس مارتينو على موقع كينوبويسك (الروسية)

- The Alice Martineau Remembrance Site
- http://www.alicepeterson.co.uk/